# Kraljica prokletih (2002.)
Kraljica prokletih (eng. Queen of the Damned) je američko-australski horor film iz 2002. godine snimljen prema istoimenoj knjizi Anne Rice. Režirao ga je Michael Rymer.
Glavna glumačka postava: Aaliyah, Stuart Townsend, Vincent Perez i Marguerite Moreau.
Film spada u žanr horora, radnja prati uspon vampira Lestata kao rock zvijezde i zbog toga priložen je i uzbuđujući soundtrack: Static X - Not Meant For Me, KoRn - Forsaken, Linkin Park - System, Deftones - Change (In the House of Flies), Marilyn Manson - Redeemer, Papa Roach - Dead Cell, Godhead - Penetrate, Orgy - Slept So Long, Disturbed-Down With The Sickness, Static X - Cold, Earshot - Headstrong, Dry Cell - Body Crumbles, Tricky - Excess, Kidney Thieves - Before I'm Dead.